# Hipólito da Silva
José Hipólito da Silva Dutra (Campinas, 13 de agosto de 1858 — Águas Virtuosas, 24 de setembro de 1909) foi um jornalista, cronista e escritor brasileiro. Paralelamente a atividades exercidas no comércio, Hipólito da Silva dirigiu jornais e colaborou em várias publicações de Santos, Campinas, São Paulo e Rio de Janeiro. Participou das campanhas abolicionista e republicana. Foi deputado estadual em São Paulo entre 1891 e 1892.

## Biografia

### No comércio e nos jornais

#### Nascimento e primeiros anos
Filho de Antonio da Silva Dutra e Brandina Dutra, Hipólito da Silva nasceu em Campinas e, aos treze anos de idade, concluídos os estudos preliminares, seguiu para a Estação do Rio Grande, onde foi dedicar-se ao comércio. Poucos meses depois, transferiu-se para Santos como ajudante de guarda-livros da casa Valencio Leomil & Cia., na qual conservou-se até 1877.

#### Em Santos
Aos dezessete anos, Hipólito colaborou num pequeno jornal chamado Sempre-Viva e redigiu o primeiro periódico republicano editado em Santos, O Raio, fundado por ele e pelo padre Francisco Gonçalves Barroso. Ainda em Santos, em 1877, Hipólito fundou o Diário de Notícias, com João Guerra, e colaborou na Imprensa e no Diário de Santos.  

#### De volta a Campinas
No final da década de 1870, Hipólito retornou a Campinas, onde também exerceu atividades comerciais e dedicou-se ao jornalismo. Em sua terra natal, "trabalha no escritório de seu parente, o Sr. Francisco Glicério [...], tomando ao mesmo tempo vários trabalhos comercias como guarda-livros”.  Entre as diversas casas em que exerceu essa atividade, destaca-se a Lidgerwood Mfg. Co., cujo chefe decidiu confiar ao jovem funcionário um lugar no escritório da companhia no Rio de Janeiro. 
Em Campinas, além de ter colaborado na Gazeta de Campinas, no Petiz Jornal e ter fundado o Correio da Tarde, Hipólito ainda publicou alguns jornais literários, preparou o Almanaque Popular, fundou a Boêmia Dramática e, com Carlos Ferreira, organizou o Almanaque Literário de Campinas para o ano de 1879, e fundou, em 1880, com José César de Góis, o Correio da Tarde, “jornal destinado à defesa dos ideais que pregava: libertação dos escravos e a república”.

#### Em São Paulo
Hipólito permaneceu no Rio de Janeiro durante alguns anos, mas, em meados da década de 1880, a fim de consorciar-se com Emília Branco da Silva, retornou a São Paulo, fixando residência na capital. Empregou-se como guarda-livros na casa Monteiro da Silva & Cia, onde permaneceu até 1889. Em fins de 1890, Hipólito assumiu a gerência da casa Payao & Cia.
Foi um dos criadores da Sociedade Humanitária dos Empregados no Comércio, de que viria a se tornar sócio benemérito. Na capital, redigiu O Ganganelli (1885) e O Ensaio (1886), fez parte do corpo de colaboradores d’O Brasil Contemporâneo (1886-1887), de Navarro de Andrade, e d’A Redenção (1887-1888), folha de Antonio Bento.

### Campanhas políticas

#### O caifás
A Redenção foi uma publicação responsável pela divulgação da doutrina que serviu de suporte ao movimento dos caifases, grupo de indivíduos que se articulou em várias regiões da província para promover a alforria de escravos, valendo-se de meios muitas vezes ilegais e violentos e estratégias de penetração nas senzalas para estimular a debandada dos negros das propriedades escravocratas. O grupo era liderado por Antônio Bento e contou com a participação de médicos, jornalistas, advogados, funcionários públicos, ferroviários, cocheiros, que agiam clandestinamente na subtração de negros às fazendas do interior do estado. Denunciavam a violência dos senhores e divulgavam listas com os proprietários de escravos na capital através do jornal A Redenção, do qual Hipólito da Silva foi um dos mais destacados redatores. Nesses tempos, Hipólito já tinha publicado Os Latifúndios, “uma pequena brochura de versos satíricos de cunho claramente abolicionista”.  O objetivo desses poemas era vergastar os escravocratas e aqueles que os defendiam.

#### Um patrulheiro da propaganda republicana
Segundo José Maria dos Santos, foi sobre um grupo de jovens colaboradores de Antônio Bento, entre os quais estavam Adolfo Gordo, Muniz de Souza, Bueno de Andrada, Garcia Redondo, Silva Pinto, Carlos Garcia, Júlio de Mesquita, Paula Novais e Hipólito da Silva, que o então presidente do PRP, Bernardino de Campos, assentou a regeneração do partido a partir de 1887, quando os republicanos de São Paulo fizeram a opção pelo abolicionismo, abandonando a postura ambígua que vinham adotando desde a fundação do partido. 
Hipólito tomou parte na campanha republicana, compondo um grupo de intelectuais dedicados a fazer propaganda contrária às instituições imperiais. Em sociedade com João Vieira de Almeida e Gabriel Prestes, fundou o jornal Grito do Povo (publicado entre junho de 1888 a janeiro de 1889), no qual parodiavam-se as produções literárias (de autoria do próprio imperador, do Conde d'Eu e de outros membros da família reinante) veiculadas no Correio Imperial, jornal editado em Petrópolis. "A propaganda republicana não podia deixar passar, sem referência humorística, essa tentativa de publicidade... privada", justificava o próprio Hipólito da Silva em prefácio ao primeiro volume dos seus Humorismos da propaganda republicana , publicado em 1904 e no qual o autor reuniu a parte humorística do Grito do Povo.
O grupo de propagandistas que o jornalista formou com Júlio de Mesquita, Carlos Garcia, Bueno de Andrada e Paula Novais foi denominado pelo próprio Hipólito como uma "patrulha da vanguarda" na propaganda republicana, favorável a um movimento revolucionário para derrubar a monarquia e sob influência do publicismo audacioso de Silva Jardim. O grupo se distanciava, portanto, dos propósitos da Comissão Permanente do Partido Repúblicano Paulista, que "representava o elemento conservador: não retrogradava mas também não adiantava".  

#### Construindo a República no Brasil
Proclamada a República, Hipólito da Silva foi nomeado membro da intendência municipal da capital paulista e incumbido de fundar um jornal para a publicação dos atos oficiais do governo estadual, organizando o Diário Oficial de São Paulo.  Neste, permaneceu como diretor até assumir a administração do jornal O Estado de S. Paulo (1890), onde já publicava a seção “Pipocas", com qual se continuava a obra da propaganda, mesmo após a República. As "Pipocas" seriam posteriormente reunidas no segundo e no terceiro volumes dos Humorismos da propaganda republicana. 
Hipólito da Silva administrou O Estado de S. Paulo até agosto de 1890, quando deixou o cargo para assumir a gerência da Payao & Cia., permanecendo como redator da parte comercial do matutino. Era redator-chefe do jornal durante o período em que Hipólito administrou O Estado de S. Paulo o senador federal Francisco Rangel Pestana, parlamentar paulista que havia rompido com a Comissão Permanente do PRP devido às articulações políticas realizadas pelo partido nos primeiros tempos da República.
Após ser eleito presidente pelo Congresso Constituinte em 1891, o marechal Deodoro da Fonseca iniciou uma política de intervenções em alguns estados da federação. Em São Paulo, Jorge Tibiriçá foi exonerado do cargo de presidente em março de 1891, sendo substituído por Américo Brasiliense, que também estava rompido com a executiva do PRP e recebeu apoio de Rangel Pestana. Este convocou uma reunião para articular um movimento favorável a Américo Brasiliense e compor uma chapa de oposição ao PRP para concorrer às eleições para a constituinte estadual. Em decorrência dessa manobra, Hipólito da Silva saiu candidato às eleições estaduais pela chapa americista. Eleito deputado constituinte, teve seu mandato renovado, em julho, para a segunda legislatura, permanecendo como secretário da mesa da câmara até janeiro de 1892, quando o congresso estadual foi dissolvido por decreto após a deposição de Américo Brasiliense. Nessa época, Hipólito da Silva colaborava no jornal A Federação, cujas oficinas teriam sido empasteladas durante as agitações em torno da mudança de governo em São Paulo.                 

#### O conspirador
O PRP passou por um processo de reorganização e expurgo dos elementos que haviam apoiado Américo Brasiliense. Aliado a Floriano Peixoto, o partido consolidaria sua hegemonia sobre a política estadual, preparando-se para assumir uma posição central na República.
No início de abril de 1892, a imprensa paulista deu notícias de uma conspiração tramada contra Floriano Peixoto e na qual estariam envolvidos alguns chefes oposicionistas de São Paulo - entre eles, Hipólito da Silva, acusado de participar de uma junta revolucionária que contava também com a participação de Augusto César de Miranda Azevedo, José Luís Flaquer e Miguel Arcanjo Camarano. 
O grupo foi responsabilizado por articular um movimento armado no interior do estado em conexão com conspiradores no Rio de Janeiro, intermediados por Rodolfo Miranda e Ângelo Pinheiro Machado. Os jornais divulgaram o plano, os objetivos e os nomes dos revoltosos, pintando um quadro pavoroso do episódio.

### Últimos anos de vida

#### Ostracismo político
O jornalista cairia no ostracismo e não mais se envolveria com a política partidária. Sua volta à publicidade se faria com a revista Vida Paulista (1903-1905), semanário ilustrado fundado por Arlindo Leal e Peregrino de Castro e no qual Hipólito da Silva era um dos principais redatores e chegou a assumir o cargo de diretor literário.
Mas é provável que Hipólito da Silva não tenha ficado totalmente afastado da vida jornalística e nem mesmo da política. Ao lado de Martim Francisco III e João Vieira de Almeida, Hipólito teria fundado O Autonomista, "destinado a combater o governo de Bernardino de Campos".. Esse jornal "fez época, mas durou pouco, sendo substituído, por conveniência da oposição, pela Opinião Nacional", sob direção de Américo Brasiliense. Hipólito ainda teria publicado A Clava, com Manuel dos Passos e colaborado no jornal A Plateia.
Segundo Pires do Prado, desde os episódios de 1891-1892, Hipólito da Silva “repudiou completamente a política e trancou o seu diploma de eleitor na sua gaveta”. O autor afirma que o jornalista voltou-se “inteiramente à sua profissão de guarda-livros, faz actualmente [1899] parte da importante econceituada firma Cardoso, Magalhães, Barker & Cia., importadora de louças, porcellanas e crystaes”. 
Apesar dos biógrafos enfatizarem o distanciamento de Hipólito da Silva em relação à política, sabe-se pela imprensa da época que o jornalista concorreu às eleições de 1894 para a câmara estadual, computando uma boa quantidade de votos, contudo, insuficiente para fazer jus a uma das cadeiras legislativas. A partir daí, de fato, não foi possível encontrar registros do envolvimento de Hipólito com atividades políticas, a não ser sua participação no movimento municipalista na segunda metade da década de 1890.

#### Retomada da vida pública e morte
Hipólito da Silva também ocupou durante muitos anos o cargo de deputado na Junta Comercial de São Paulo, continuou atuante na Sociedade Humanitária dos Empregados no Comércio e tornou-se um entusiasta da "capital artística do Brasil". No início do século XX, retomou sua atuação como jornalista com a publicação da revista Vida Paulista e incentivou o projeto de criação de um Conservatório Dramático e Musical em São Paulo, tendo contribuído para sua fundação (1906) e entrado para o quadro de docentes do novo instituto como professor de literatura e declamação.
No segundo semestre de 1909, a fim de tratar de sua saúde debilitada, Hipólito retirou-se para Águas Virtuosas (MG), onde faleceu em 24 de setembro, onze dias antes da fundação da Academia Paulista de Letras, para qual havia sido convidado a ocupar uma cadeira.

## Obras
- Os Latifúndios
- Humorismos da Propaganda Republicana